# Echinochloa glabrescens
Echinochloa glabrescens là một loài thực vật có hoa trong họ Hòa thảo. Loài này được Munro ex Hook. f. mô tả khoa học đầu tiên năm 1897.